# Agustín González (calciatore)
Agustín González Pereira (Montevideo, 25 gennaio 1997) è un calciatore uruguaiano, centrocampista del Cienciano in prestito dal Liverpool (M).

## Statistiche

### Presenze e reti nei club
Statistiche aggiornate al 12 dicembre 2019.
| Stagione        | Squadra         | Campionato      | Campionato | Campionato | Coppe nazionali | Coppe nazionali | Coppe nazionali | Coppe continentali | Coppe continentali | Coppe continentali | Altre coppe | Altre coppe | Altre coppe | Totale | Totale |
| Stagione        | Squadra         | Comp            | Pres       | Reti       | Comp            | Pres            | Reti            | Comp               | Pres               | Reti               | Comp        | Pres        | Reti        | Pres   | Reti   |
| --------------- | --------------- | --------------- | ---------- | ---------- | --------------- | --------------- | --------------- | ------------------ | ------------------ | ------------------ | ----------- | ----------- | ----------- | ------ | ------ |
| 2017            | Sud América     | PD              | 23         | 2          | -               | -               | -               | -                  | -                  | -                  | -           | -           | -           | 23     | 2      |
| 2018            | Torque          | PD              | 23         | 2          | -               | -               | -               | -                  | -                  | -                  | -           | -           | -           | 23     | 2      |
| 2019            | Progreso        | PD              | 25         | 6          | -               | -               | -               | -                  | -                  | -                  | -           | -           | -           | 25     | 6      |
| Totale carriera | Totale carriera | Totale carriera | 71         | 10         |                 | -               | -               |                    | -                  | -                  |             | -           | -           | 71     | 10     |